# Cerro Gordo (Illinois)
Pour les articles homonymes, voir Cerro Gordo.

Localisation de Cerro Gordo dans le comté de Piatt.

Cerro Gordo est une localité du comté de Piatt dans l'état de l'Illinois, située à l'est de Decatur.

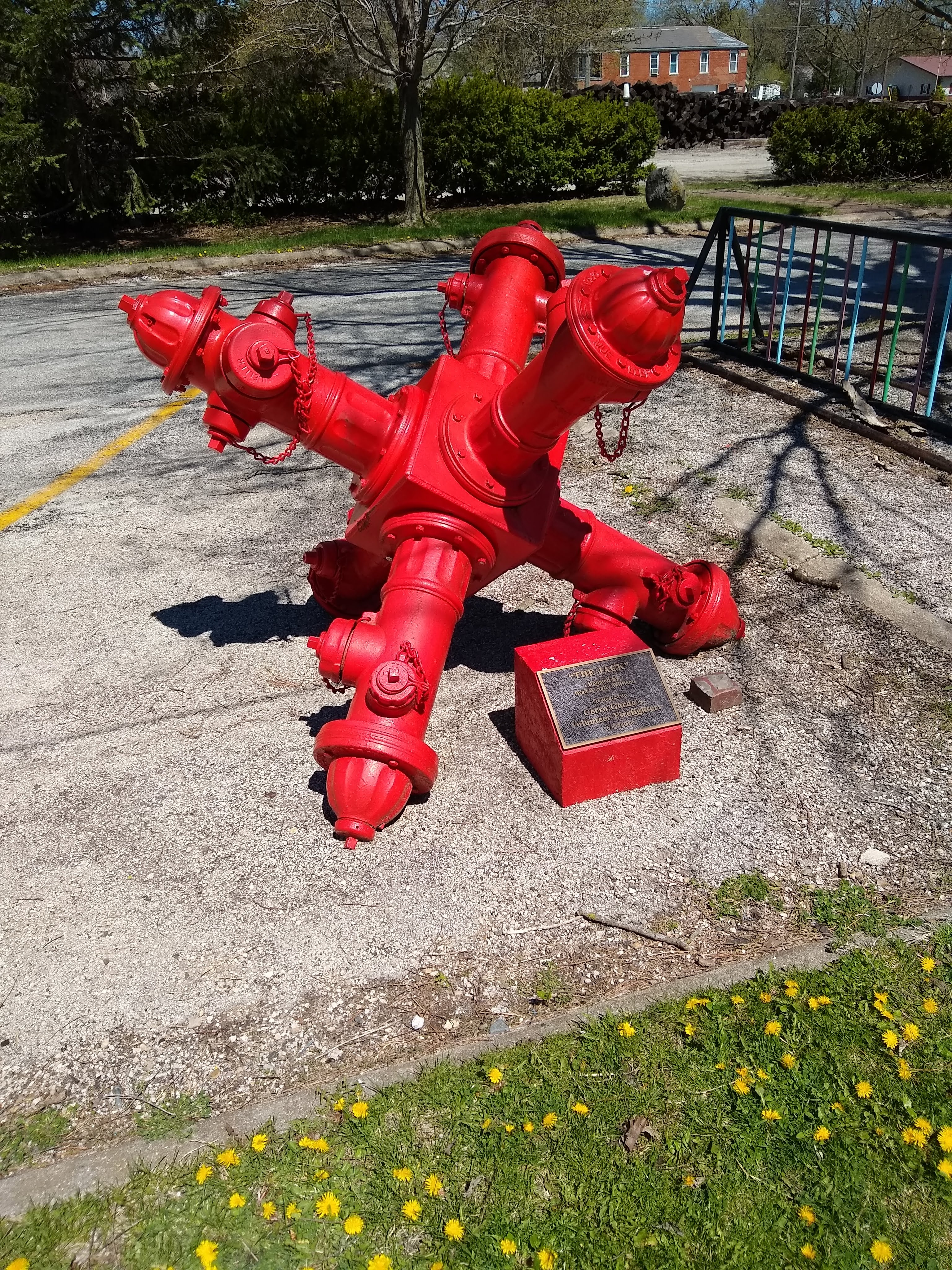
"The Jack"

La population était de 1 344 habitants en 2009.